# Русская колонизация Прикамья
Русская колонизация Прикамья  — процесс экономической, политической и культурной интеграции Пермских земель в состав Русского государства, составная часть процесса русской колонизации Урала. 

## История
Начальный этап колонизации связан с эпизодическими проникновениями новгородцев на север Урала с XI века. Документально зафиксировано вторжение в XIII веке на территорию Прикамья дружины владимиро-суздальских князей. Ранние поселения размещались на памятниках родановской археологической культуры и были смешанными по этническому составу. На раннем этапе проникновение русского населения шло с севера — из Новгородской и Владимиро-Суздальской земель. Отдельные вещи русского происхождения найдены на Анюшкарском, Искорском, Редикорском, Урольском и ряде других городищ.
В XIV—XV вв. шла борьба за политическое и экономическое влияние над Прикамьем между Новгородской землей и Московским княжеством, окончившаяся победой последнего. В XV в. на территории Прикамья появляются первые русские городские поселения — Троицкое городище на реке Колве (будущий город Чердынь), Соль Камская и другие.
Время и обстоятельства вхождения Прикамья в состав Русского государства до сих пор остаются вопросом дискуссионным. В современной исторической литературе можно выделить, по крайней мере, три подхода к решению этой проблемы. Первый (В. А. Оборин, Г. Н. Чагин, В. В. Мухин и др.), основанный на данных Вычегодско-Вымской летописи, предполагает официальной датой вхождения считать 1451 год — время назначения в Пермь Великую князем первого московского представителя Михаила Ермолаевича, правителя бывшего удельного Верейского княжества. Второй (Е. В. Вершинин и др.) предполагает временем вхождения считать 1472 год — Чердынский поход и превращение пермского князя Михаила в московского наместника. Третий подход (О. В. Семенов) определяет время вхождения Перми Великой в состав Московского государства 1505 годом — назначением московского наместника В. А. Коврова, распространением на Пермь Великую московской системы управления и характерного для неё управленческого аппарата с кормлением и регулярной сменяемостью административных лиц.
Важным моментом колонизационного процесса является принятие христианства коми-пермяцким населением Прикамья. С 1383 года Стефан Пермский возглавляет вновь[уточнить] созданную Пермскую епархию (с резиденцией в Усть-Выме), ставшую основой для христианизации народов Прикамья. В 1448 году епископ Пермский Питирим стал епископом Перми Великой. В 1455 году он предпринял попытку крещения коми-пермяков, которая закончилась его убийством вторгшимися вогулами (манси). Официальной датой крещения Перми Великой считается 1462 год, когда епископ Иона «поставил … церкви и попы и княжат Михайловых крестил».
С середины XVI в. начинается новый этап колонизации Прикамья, связанный с деятельностью солепромышленников Строгановых. В это время резко увеличивается приток русского населения в край, растет число русских поселений. Поход Ермака в конце XVI в. в Сибирь устранил военную опасность со стороны Сибирского ханства и способствовал дальнейшему экономическому, политическому и культурному развитию Прикамья в рамках Московского государства.
В XVII веке, когда Прикамье уже не было пограничной территорией, были отмечены случаи занятия строгановскими крестьянами земель коренного населения — ясачных людей. Например, 10 февраля 1619 года была отправлена челобитная иренских и сылвенских ясачных татар, которые жаловались, что строгановские крестьяне отбирают у них «бортные ухожеи, рыбныя ловли и бобровые промыслы». Власти и Строгановы пытались пресечь эти захваты, составляя приказчикам памяти. Например, известна память от 1 марта 1620 года сылвенским приказчикам Андрея и Петра Строгановых о защите татарина Чеклубайка Байбарина от насилия сылвенского жильца Романа Гилева.